# Chiquinquirá
Chiquinquirá ist eine Gemeinde (municipio) im kolumbianischen Departamento Boyacá.
Chiquinquirá besteht aus zwei Zonen: Die städtische Zone oder Stadt, die von ca. 40 Wohngegenden zwischen den Schichten 1 und 4 gebildet wird, und der ländliche Raum, der in 17 Teilbereiche geteilt ist, die um die Stadt herum liegen.

## Geographie
Chiquinquirá liegt in der Provinz Occidente im Departamento de Boyacá etwa 67 km westlich von Tunja und 132 km nördlich von Bogotá auf 2587 m über dem Meeresspiegel und hat eine jährliche Durchschnittstemperatur von 14 °C. An die Gemeinde grenzen im Norden Saboyá, im Süden San Miguel de Sema, Caldas sowie Simijaca im Departamento Cundinamarca, im Osten Tinjacá und im Westen Caldas und Briceño.

## Geschichte
Chiquinquirá existierte schon vor der Ankunft der Spanier und war vom indigenen Volk der Chiquinquirá besiedelt. Deswegen gibt es für die Stadt kein offizielles Gründungsdatum. Das „Wunder“ der selbständigen Restaurierung eines Gnadenbildes der Muttergottes wird auf das Jahr 1586 datiert. Seitdem entwickelte sich Chiquinquirá zur religiösen Hauptstadt Kolumbiens und wuchs in der Folge. Der Bau der Rosenkranz-Basilika begann 1801, wurde jedoch erst 120 Jahre später vollendet. Chiquinquirá erklärte 1810 seine Unabhängigkeit von Spanien. Seit 1919 ist die Jungfrau von Chiquinquirá die heilige Patronin Kolumbiens.

## Wirtschaft
Der wichtigste Wirtschaftszweig von Chiquinquirá ist der Handel. Außerdem werden Landwirtschaft und Bergbau betrieben. Aufgrund der religiösen Bedeutung als Wallfahrtsort spielt zudem der Tourismus eine wichtige Rolle sowie die kunsthandwerkliche Herstellung von religiösen Erinnerungsstücken. Zudem werden auch nicht-religiöse kunsthandwerkliche Erzeugnisse hergestellt.

## Religion

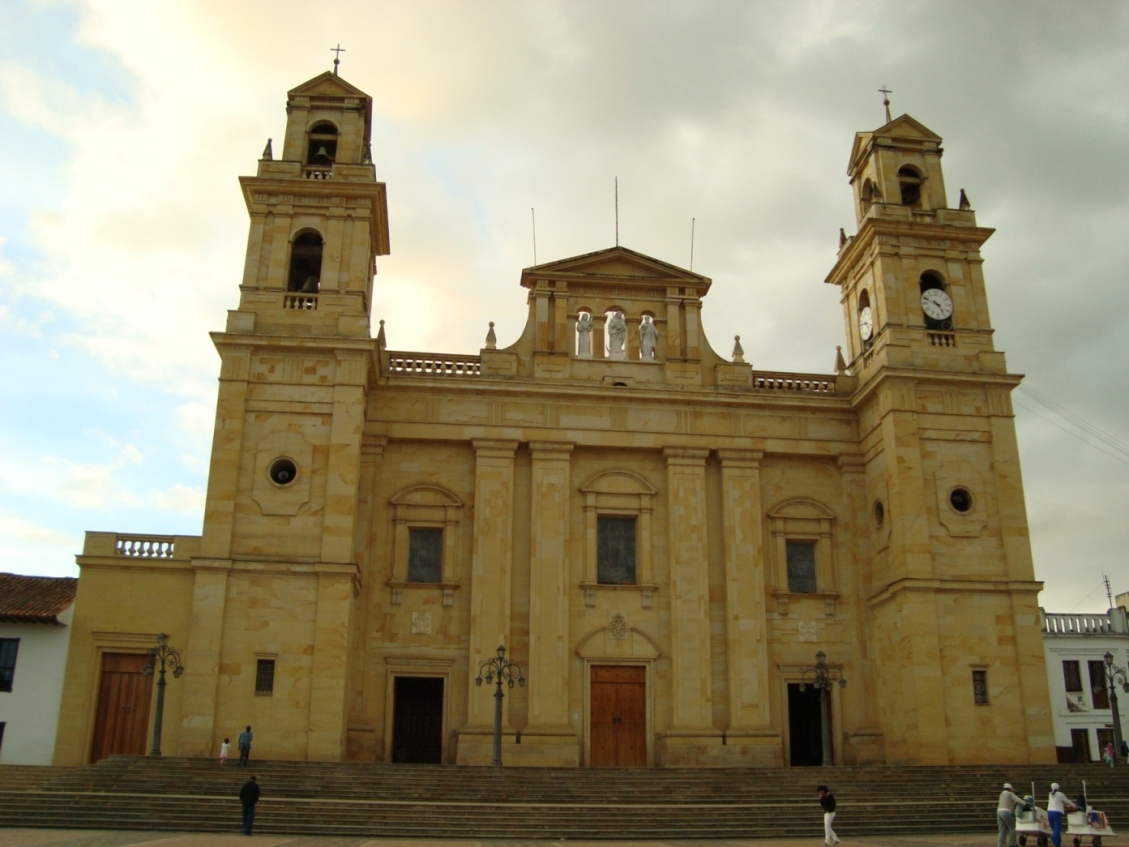
Basílica de Chiquinquirá

Chiquinquirá wird als die religiöse Hauptstadt von Kolumbien angesehen. Es ist die Heimat der Basílica de Chiquinquirá, die das Bild der Jungfrau von Chiquinquirá, die Heilige Patronin Kolumbiens, beherbergt. Chiquinquirá ist ein wichtiger Punkt der Wallfahrt. Chiquinquirá ist Sitz des Bistums Chiquinquirá.

## Söhne und Töchter der Stadt
- Carlos Martín Fajardo (1914–2008), Dichter, Romanist und Hispanist
- Froilán Tiberio Casas Ortiz (* 1948), Bischof von Neiva (2012− )